# Aleksandr Charčenkov
Aleksandr Sergeevič Charčenkov (in russo Александр Сергеевич Харченков?; Mosca, 4 giugno 1953) è un ex cestista e allenatore di pallacanestro sovietico, dal 1992 russo.

## Carriera
Con l'Unione Sovietica ha vinto i Mondiali 1974 e la medaglia d'argento agli Europei 1977. Ha vinto il campionato sovietico nel 1970 con il CSKA.

## Palmarès
- Campionato sovietico: 1

CSKA Mosca: 1969-1970